# Rubber (2010)
Rubber is een komische Franse horrorfilm uit 2010, geregisseerd en mede geschreven door Quentin Dupieux, die ook de muziek, het camerawerk en de montage voor zijn rekening nam. 

## Verhaal
De film gaat over een autoband met telekinesische krachten die aan het moorden slaat.

## Rolverdeling
| Acteur                                | Personage       |
| ------------------------------------- | --------------- |
| Stephen Spinella                      | Luitenant Chad  |
| Jack Plotnick                         | Accountant      |
| Roxane Mesquida                       | Sheila          |
| Wings Hauser                          | Man in rolstoel |
| Ethan Cohn                            | Ethan           |
| Haley Ramm                            | Fiona           |
| Daniel Quinn                          | Dad             |
| Robert the Tire (Robert, de autoband) | Robert          |

## Release en ontvangst
De film ging op 15 mei 2010 in première op het Filmfestival van Cannes in de sectie Semaine de la critique. De film kreeg gemengde kritieken van de filmcritici, met een score van 68% op Rotten Tomatoes, gebaseerd op 88 beoordelingen.

## Soundtrack
De officiële soundtrack van de film, door Gaspard Augé en Quentin Dupieux (onder zijn stagenaam "Mr. Oizo") werd gereleased op 8 november 2010 op Ed Banger Records.
| Nr. | Titel                     | Duur |
| --- | ------------------------- | ---- |
| 1.  | Sympho8                   | 1:28 |
| 2.  | Rubber                    | 4:08 |
| 3.  | Crows and Guts            | 2:28 |
| 4.  | Tricycle Express          | 3:50 |
| 5.  | Everything Is Fake        | 1:38 |
| 6.  | Room 16                   | 2:27 |
| 7.  | Bellyball Road            | 1:07 |
| 8.  | No Reason                 | 2:10 |
| 9.  | Sheila                    | 3:27 |
| 10. | Racket                    | 1:34 |
| 11. | Le Caoutchouc             | 1:45 |
| 12. | Polocaust                 | 1:20 |
| 13. | Dump                      | 1:13 |
| 14. | Sunsetire                 | 1:30 |
| 15. | Tv Slut (niet gereleased) | 1:44 |